# Bradypodion damaranum
Bradypodion damaranum là một loài thằn lằn trong họ Chamaeleonidae. Loài này được Boulenger mô tả khoa học đầu tiên năm 1887.

## Hình ảnh

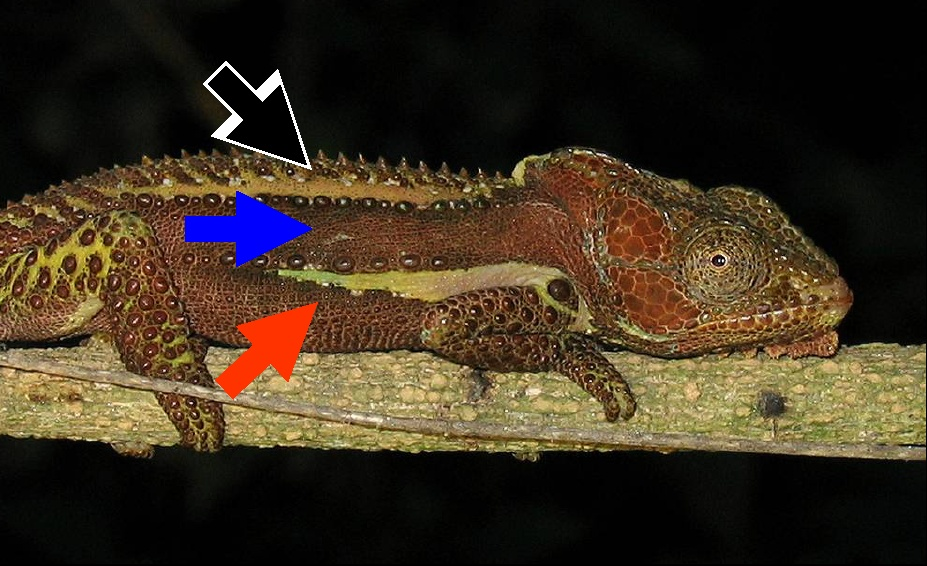
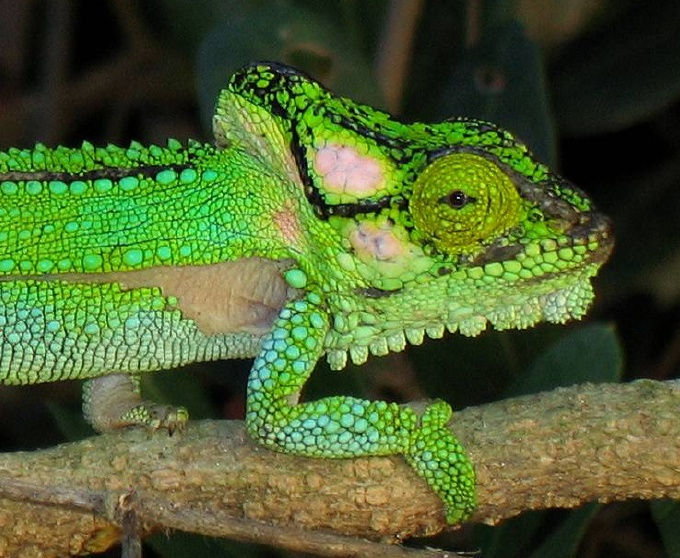